# Justinas Staugaitis

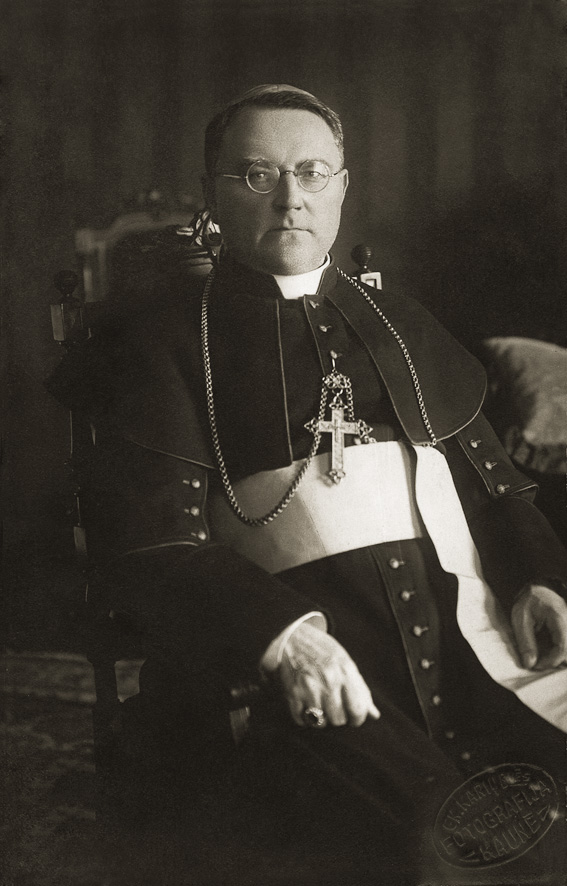
Justinas Staugaitis

Justinas Staugaitis áudioⓘ (14 de novembro de 1866 perto de Šiauliai - 8 de julho de 1943, Telšiai) foi um bispo católico, político, educador e autor lituano. Ele foi um dos vinte signatários da Declaração de Independência da Lituânia.